# 원지
원지(遠志, Polygala tenuifolia)는 한반도 중부 이북의 산지에 나는 여러해살이풀이다. 영신초라고도 하며, 높이는 30cm 정도이다. 뿌리는 굵고 길며, 전체에 털이 거의 없고, 잎은 어긋나며 길이 2-3cm로 잎자루는 없다. 꽃은 자주색으로 드물게 달리고, 나비 모양이며, 가지 끝에 총상꽃차례로 달린다. 꽃받침의 양쪽 2장은 꽃잎 모양의 얇은 막질이며 나머지 3장은 선형이다. 꽃잎은 3장, 위의 것은 갈라졌으나 밑의 것은 합쳐져 끝이 솔같이 갈라져 있다. 열매는 삭과로 납작하고, 2개로 갈라지며, 털은 없고, 씨는 털이 밀생한다. 개화기는 7-8월이며 뿌리는 약용한다. 거담제, 강장제, 진정제로 쓰이며 치매 예방에도 효과가 있다.